# George Darwin
Sir George Howard Darwin, född 9 juli 1845 i Down House, Kent, död 7 december 1912 i Cambridge, var en engelsk matematiker och astronom. Han var son till Charles Darwin och bror till Francis Darwin.
Darwin blev 1883 professor i astronomi och experimentell filosofi vid universitetet i Cambridge. Han ägnade sig främst åt att utveckla sin teori om tidvattensfenomen, varöver han publicerade ett stort antal arbeten. Denna teori tillämpade han även på allmännare astronomiska och kosmogoniska problem (bland annat himlakropparnas form och rotation samt deras uppkomst och utveckling). Han utförde även en del numeriska beräkningar av intresse beträffande de av Henri Poincaré införda periodiska lösningarna till trekropparsproblemet. Darwin tilldelades Royal Medal 1884 och Copleymedaljen 1911 samt invaldes som utländsk ledamot av Vetenskapsakademien i Stockholm 1910.
Asteroiden 1991 Darwin är uppkallad efter honom och fader.